# Fournier RF 4
Die Fournier RF 4 ist ein einsitziges, kunstflugfähiges Reiseflugzeug, das 1965 von René Fournier in Frankreich entwickelt und von Sportavia-Pützer in Deutschland ab 1967 in Serie gebaut wurde.

## Geschichte
Die Fournier RF 4 war eine Weiterentwicklung der Fournier RF 3 von René Fournier aus dem Jahr 1965. In erster Linie zielte Fournier mit dieser Entwicklung auf die Wiederherstellung der Kunstflugtauglichkeit der RF 3 ab, nachdem dieser im Sommer 1965 die Zulassung für den Kunstflug in Frankreich als Folge eines Absturzes während eines Kunstflugmanövers entzogen worden war. Die Entwicklung der RF 4 fand noch bei Alpavia S.A. in Gap Tallard im Herbst 1965 statt. Bei Alpavia entstanden insgesamt drei RF 4-Prototypen, von denen der erste am 25. November 1965 mit Alpavia-Werkspilot Bernard Chauvreau zum Erstflug startete.
Ein Prototyp wurde für die Musterzulassung in Frankreich durch Alpavia S.A. genutzt, wo die DGAC am 2. Dezember 1966 die Musterzulassung als Motorflugzeug erteilte. Ein weiterer Prototyp ging an Sportavia-Pützer in Deutschland, für den das Luftfahrt-Bundesamt am 11. Januar 1967 eine Musterzulassung als Motorsegler erteilte. Da das Nachweisprogramm für die Kunstflugtauglichkeit zu dieser Zeit noch nicht abgeschlossen war, erfolgte die Musterzulassung ausschließlich für den Reiseflug. Erst am 6. Februar 1968 gab das Luftfahrt-Bundesamt den Kunstflug für die als Fournier RF 4D bezeichnete, kunstflugzugelassene Variante frei. Sämtliche zuvor in Deutschland gebauten RF 4 konnten ab Februar 1968 als RF 4D eingetragen werden. Für die drei in Frankreich gebauten RF 4 war diese Möglichkeit seitens des Luftfahrt-Bundesamtes nicht vorgesehen.

## Konstruktion

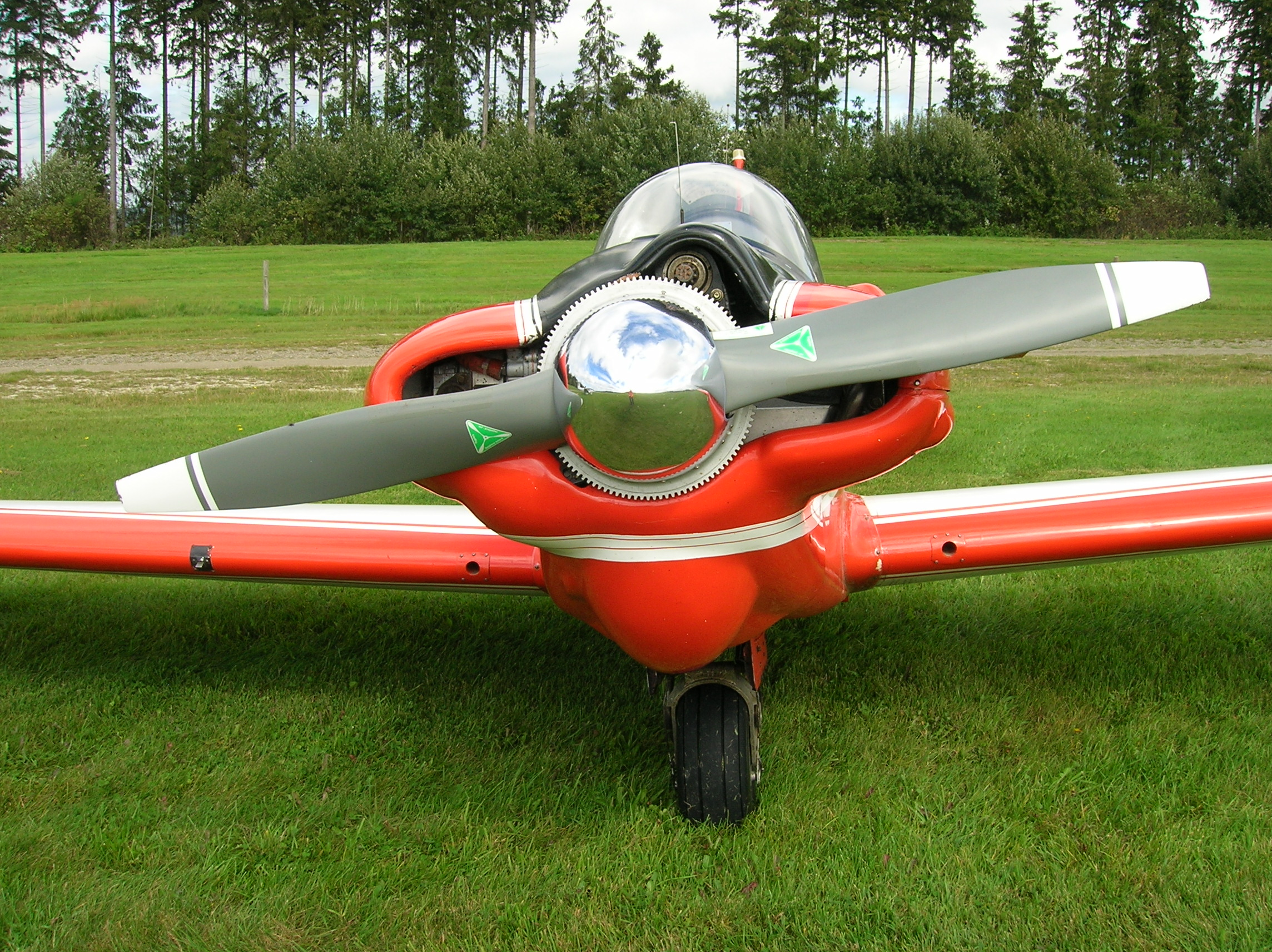
Frontansicht einer RF 4, Schmallenberg 2011

Äußerlich unterscheidet sich die Fournier RF 4 nur wenig von ihrem Vorgänger Fournier RF 3. Bei der Bauausführung kamen Birken- und Kiefersperrhölzer zum Einsatz. Der Rumpf besteht aus vier kräftigen Gurten, Spanten und der Sperrholzbeplankung. Der Flügel ist einteilig mit Kastenholm und Sperrholz-Torsionsnase ausgeführt. Er ist mit vier Bolzen mit dem Rumpf verbunden. Das Fahrwerk besteht aus einem gefederten, einziehbaren Hauptrad mit Bremse, einem mit dem Seitenruder über Federn lenkbaren Spornrad. Die Tragflächen sind über zwei leichte Stützbügel abgestützt.
Zur Erreichung der Kunstflugtauglichkeit erhielt die RF 4 einen neuen, laminierten Pinienholm zur Stärkung der strukturellen Festigkeit der Gesamtkonstruktion. Damit sind Belastungen zwischen +13g und −6g bei der RF 4 möglich. Die Querruder wurden aerodynamisch kompensiert. Außerdem wurde die Rumpfunterseite bei der RF 4 erstmals abgerundet, wodurch sie äußerlich gut von der RF 3 zu unterscheiden war. Die Beplankung wurde in finnischer Birke ausgeführt. Die maximale Startmasse der RF 4 lag mit 390 kg etwa 40 kg oberhalb des Vorgängers RF 3. Als weitere Neuerung erhielt die RF 4 eine elektrische Starteranlage, die das Abstellen und Anlassen des Motors im Flug ermöglicht.

## Produktion und Vertrieb
Insgesamt 159 RF 4 wurden zwischen 1965 und 1969 gebaut.
Drei (WNr. 1–3) RF 4 Prototypen entstanden Ende 1965 und Anfang 1966 bei Alpavia S.A. in Gap Tallard.
Die Serienproduktion der RF 4 (WNr. 4004–4157) begann im Januar 1967 bei Sportavia-Pützer auf der Dahlemer Binz und endete 1969 nach Fertigstellung von 156 Serienmaschinen.
Eine ausführliche Übersicht über sämtliche bei Sportavia und Alpavia gebauten RF 4 findet man bei Paul Zöller: Fournier-Flugzeuge.

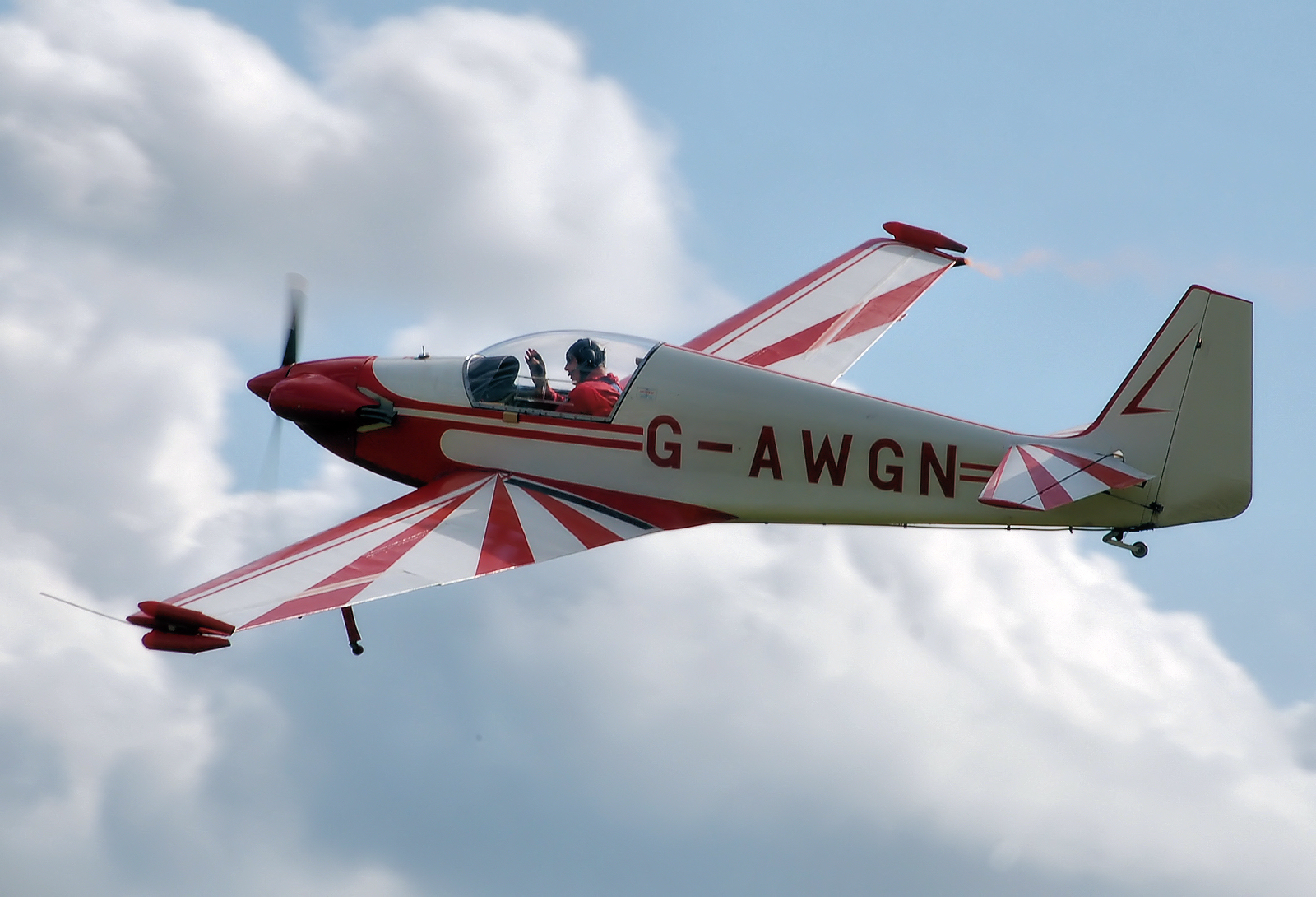
RF 4D, bei Cotswold 2009

Die Vermarktung der RF 4 erfolgte, wie bereits bei der RF 3, über das Vertriebsbüro der Alpavia S.A. in Paris für den frankophonen Sprachraum, sowie über Sportavia-Pützer im übrigen Europa. In England übernahm die von David Campbell gegründete Sportair Aviation Ltd die Vermarktung. Knapp 50 Flugzeuge wurde 1967 von Sportavia ausgeliefert. Mehr als die Hälfte davon waren für Alpavia und den französischen Markt bestimmt. Etwa 10 Flugzeuge gingen über Sportair an Kunden in England, während Sportavia die restlichen Maschinen in Deutschland und dem übrigen Europa absetzte. Sämtliche 1967 ausgelieferten RF 4 waren auf Grund der fehlenden Kunstflugzulassung nur für den Reiseflug zugelassen. Die ersten RF 4 mit einer Zulassung für den Kunstflug kamen im März 1968 als Fournier RF 4D auf den Markt. Fast alle 1967 bei Sportavia-Pützer gebauten RF 4 wurden später in RF 4D mit einem reduzierten Startgewicht umgewandelt.
Ende 1967 wurde die erste RF 4D in die USA ausgeliefert, wo Bert Buytendyk mit der in Whooster, OH ansässigen Sportair Aviation Inc. den Vertrieb für Sportavia übernommen hatte. Da die RF 4D mit ihrem Rectimo-Motor die amerikanischen Bauvorschriften für Motorflugzeuge nicht erfüllte, erfolgte die Zulassung sämtlicher RF 4 in den USA als „Experimental Aircraft“. Mit rund 75 RF 4D Flugzeugen erreichte Sportavia 1968 seine höchste Baurate, davon waren 20 Flugzeuge für Alpavia in Frankreich und 23 Flugzeuge für Sportair in England und den USA bestimmt. Weitere Einzelstücke gingen nach Südafrika, auf die Philippinen und nach Mexiko. Mehr als 25 Flugzeuge setzte Sportavia im übrigen Europa ab, wo die RF 4 neben Deutschland vor allem in Finnland einen größeren Absatzmarkt fand.
Durch mehrfache DM-Aufwertungen verteuerte sich die RF 4D im Ausland erheblich. Bei ihrer Markteinführung 1968 kostete eine Sportavia RF 4D in den USA 5.500 US-Dollar. Bis 1972 stieg der RF 4D-Listenpreis in den USA auf 8.500 US-Dollar. Bereits 1969 machte sich dies durch sinkende Verkaufszahlen bemerkbar. Von insgesamt nur noch 30 gebauten Flugzeugen konnten nur 10 Maschinen in den bisherigen Hauptabsatzmärkten Frankreich, England und USA abgesetzt werden. Bis auf Einzelstücke wurde die RF 4-Produktion bei Sportavia Mitte 1969 eingestellt.

## Weiterentwicklungen
Zur Verbesserung der Segelflugeigenschaften der Fournier RF 4 ließ Alfons Pützer 1969 einen RF 4-Rumpf mit dem Flügel einer Scheibe SF 27 M kombinieren. In einer Zusammenarbeit mit dem Scheibe-Flugzeugbau entstand hieraus die Scheibe-Fournier-Sportavia SFS-31 für die Scheibe die SF-27-Tragflächen und Sportavia die RF 4-Rümpfe bereitstellte. Für die SFS-31-Produktion entstanden bei Sportavia weitere 12 RF 4-Rümpfe.
Bereits 1966 hatte Alfons Pützer die Entwicklung einer zweisitzigen Variante des „Avion Planeur“ bei René Fournier angeregt. Fournier entwickelte dazu in Nitray die zweisitzige Fournier RF 5, die ab 1969 bei Sportavia in Serie ging.
Als wesentliches Problem der Vermarktung in den USA erwies sich die fehlende Musterzulassung der RF 4D, die mit dem Einzelzündermotor Rectimo 4AR1200 die amerikanischen Bauvorschriften nicht erfüllte. Pützer forderte von Fournier daher die Modifikation der RF 4 mit einem zulassungsfähigen Doppelzündermotor. Hieraus entstand bis 1970 die Fournier RF-7 als direkte Weiterentwicklung der RF 4 zu einem reinen Motorflugzeug.
Seit einigen Jahren gab es mehrfach Versuche, die RF 4 im Rahmen von Ultralight-Entwicklungen wiederzubeleben. Am weitesten fortgeschritten war dabei die Entwicklung der Fournier RF4UL, die einige Mitglieder des Club Fournier seit etwa 2010 mit Unterstützung von René Fournier in Frankreich bereits im Prototypen-Stadium bauten. Ebenfalls in Frankreich verfolgte Eric Sandstroem seit 2010 die Friendship F4 als zweisitzige RF 4-Variante in Verbundbauweise. Zu einem Bau der F4 kam es allerdings nicht. Auch über die im Bau befindliche RF4UL des CFI sind keine neueren Informationen verfügbar.

## Rekord- und Sonderflüge
- Dawn to Dusk Contest: Sieger mit 1234 km in 14 Stunden und 21 Minuten
- Ost-West-Atlantiküberquerung mit einer RF 4D (WNr. 4115, N1700, „Spirit of Santa Paula“) durch Mira Slovak im Mai 1968. Nach der erfolgreichen Atlantiküberquerung überquerte Slovak den US-Kontinent von der Ost- zur Westküste. Beim Endanflug auf sein endgültiges Flugziel Santa Paula in Kalifornien wurde die „Spirit of Santa Paula“ am 26. Mai 1968 durch eine Fallbö erfasst und zerstört. Slovak hatte mit seinem Flugzeug eine Flugstrecke von 11.700 km zurückgelegt.
- West-Ost-Atlantiküberquerung mit einer RF 4D (WNr. 4064, N1700) durch Mira Slovak im Mai 1969 in 175 Stunden und 42 Minuten während eines Wettbewerbs zur Atlantiküberquerung mit Kleinflugzeugen der englischen Zeitschrift Daily Mail aus Anlass des 50. Jahrestags der ersten Atlantiküberquerung von Alcock und Brown.
- Zahlreiche spektakuläre RF 4-Auslieferungsflüge beschreibt der Alpavia Werkspilot Bernard Chauvreau[8], u. a. mehrfache Sahara-Überquerungen mit RF 4D in den Tschad und in den Kongo

## Technische Daten
| Kenngröße             | Daten                                   |
| --------------------- | --------------------------------------- |
| Besatzung/Passagiere  | 1                                       |
| Länge                 | 6,05 m                                  |
| Spannweite            | 11,26 m                                 |
| Höhe                  | 1,57 m                                  |
| Flügelfläche          | 11,30 m²                                |
| Flügelstreckung       | 11,2                                    |
| Leermasse             | 280 kg                                  |
| Startmasse            | 390 kg                                  |
| Reisegeschwindigkeit  | 180 km/h                                |
| Höchstgeschwindigkeit | 200 km/h                                |
| Dienstgipfelhöhe      | 6000 m                                  |
| Reichweite            | 670 km                                  |
| Triebwerke            | 1 × Rectimo 4AR 1200; 39 PS (ca. 30 kW) |

## Varianten
- Fournier RF 4 – Basismodell von René Fournier von 1965, ohne Kunstflug-Zulassung
- Sportavia RF 4D – kunstflugzugelassenes Serienmodell bei Sportavia ab 1968
- Sportavia-Scheibe SFS-31 Milan – Kombination aus RF 4-Rumpf und Scheibe SF 27M-Tragfläche